# Quartier de Plaisance
Das Quartier de Plaisance ist das 56. der 80 Quartiers (Stadtviertel) von Paris und gehört zum 14. Arrondissement.

Die Stadtviertel
des 14. Arrondissement

## Lage
Die nordöstliche Grenze des Quartier de Plaisance bestimmt der Bahnhof Paris-Montparnasse, beginnend im Süden am Boulevard Péripherique bis zum Place de Catalogne und dann weiter entlang der Rue du Commandant René Mouchotte. Im Südwesten folgt sie dann der Avenue du Maine und weiter der Rue Daguerre bis zur Rue Gasserdi und über die Rue des Plantes und die Avenue de la Porte de Châtillon zum Boulevard périphérique.

## Namensursprung
Das Viertel hat einen alten Namen, denn es leitet sich von einem Bauernhof aus dem 17. Jahrhundert mit dem Namen Plaisance ab, der in der Rue du Château des heutigen 14. Arrondissement lag. Der Pächter Alexandre Chauvelot machte ihn Mitte des 19. Jahrhunderts unter diesem Namen populär, um Käufer für das zum Verkauf stehende Grundstück zu gewinnen.

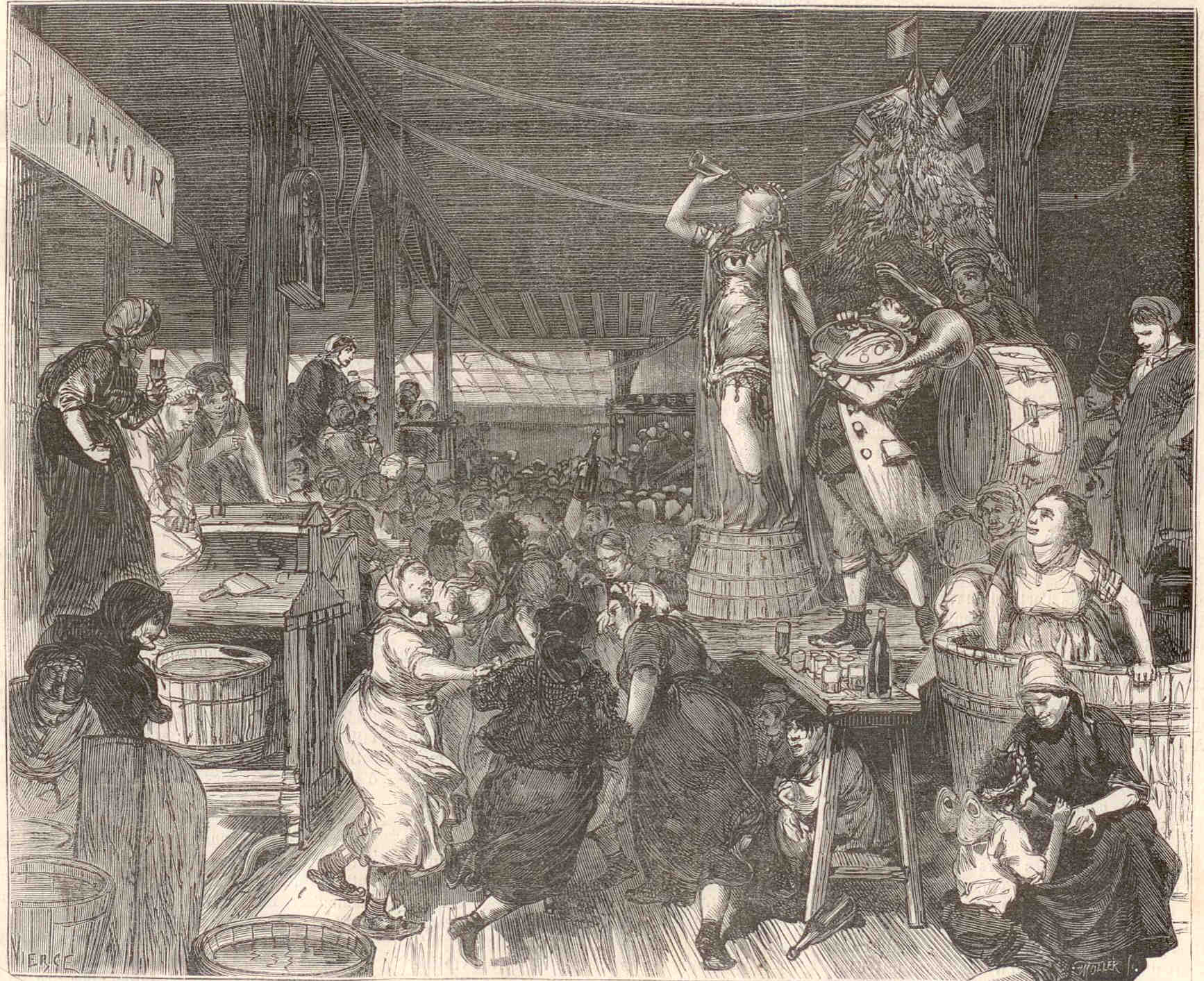
Karneval in einem Waschhaus des Quartier de Plaisance (1874)

## Geschichte
Vor 1789 gehörte das Quartier de Plaisance, wie auch der Großteil des 14. Arrondissement und die heutige Gemeinde Vanves, zum Gebiet der Abtei Saint-Geneviève, deren Standort das Lycée Henri IV im 5. Arrondissement entsprach. Bis Anfang des 19. Jahrhunderts war hier eine landwirtschaftliche Ebene mit Jagdrevieren, Mühlen, Steinbrüchen, die vor 1860 von den angrenzenden Gemeinden (Petit-Montrouge, Montrouge, Vaugirard) betrieben wurden. Als 1860 das Gebiet nach Paris eingemeindet wurde, verlief die Grenze zwischen dem 14. und 15. Arrondissement entlang der Bahnstrecke Paris–Brest und das Quartier de Plaisance erstreckte sich bis hierhin. Der geometrische Zuschnitt der Felder entlang der Wege von Vanves (heutige Rue Raymond-Losserand) und der Weg, der zur Rue des Plantes wurde, bestimmten die Nordost- und Südwestausrichtung der meisten Nebenstraßen.
Zu Beginn des 19. Jahrhunderts entstanden im nördlichen Teil des neuen Bezirks außerhalb der Akzisestation (französisch barrière d’octroi) Tavernen, Restaurants, Kabaretts und andere Vergnügungsstätten, die von der innerstädtischen Weinsteuer befreit waren. Besonders besucht war das Établissement Cabaret de la mère Saguet nahe der Moulin de beurre (deutsch Buttermühle), heute Ecke Rue Vercingétorix/Rue du Texel; um 1830 verkehrten hier Berühmtheiten wie Abel Hugo, Victor Hugo, Alfred de Musset, Eugène Delacroix, Alexandre Dumas.
Ab 1830 begann die Urbanisierung entlang der Chaussée du Maine, die 1840 nach der Errichtung der Eisenbahn (Paris-Versailles Rive gauche-Linie) intensiviert wurde. Alexandre Chauvelot, ein französischer Immobilienmakler, erwarb in den Jahren 1835 bis 1842 das Gebiet zwischen der Avenue du Maine, der Rue de Vanves (heute Rue Raymond Losserand), Rue de l’Ouest und dem Chemin du Moulin-de-Beurre (Rue du Texel), um es als einzelne Parzellen zu verkaufen. Andere, bescheidenere Grundstückseigentümer eröffneten in diesem Bereich Passagen oder Sackgassen, denen sie ihre Ursprungsnamen beließen: Rue Lebouis, Rue Guilleminot. Damit war der Anfang des Bezirks Plaisance gemacht; das neue Viertel hatte 1840 schon 3 700 Einwohner.
Andere Maßnahmen verlängerten das Viertel nach Montrouge bis zur Durchgangsstraße (heute Rue d’Alésia) an der Grenze zu Vanves. Hierbei handelt es sich um eine spekulative Urbanisation, wobei es den Spekulanten, Eigentümer oder Käufer darauf ankam, das erworbene Gelände mit Gewinn weiterzuverkaufen. Einige sind verewigt durch die Straßennamen: Rue Bénard, Rue Boyer-Barret, Rue Pernety, Rue Desprez usw. Alexandre Chauvelot hat das größte Areal, auf dem 1860 ein Wohnviertel entstand: das Village de Plaisance und das Village des Thermopyles (um die heutige Rue des Thermopyles), heute noch ein wichtiger Bestandteil des Viertels. Die weniger glücklichen Käufer, kleine Handwerker, Angestellte, bauten ihre Häuser „in Eigenhilfe“ in einer von den Gemeinden Vaugirard und Montrouge vernachlässigten Umgebung, ohne Stadtplan, ohne Entwicklung, umschlossen von alten, ländlichen Wegen und Sackgassen, ohne Netzanschluss, schlammig, ohne Beleuchtung oder Wasseranschluss.
Trotz der Annexion von 1860 blieb der Bezirk von der Haussmannschen Stadtentwicklung verschont, verdichtete sich aber durch den Bau kleiner Gebäude mit beengten und unbequemen Wohnungen, die meistens an Arbeiter vermietet wurden oder möblierte Hotel waren. Es siedelten sich vor allem kleine und mittlere Betriebe aus dem Bereich Graphik oder Mechanik an.
Der südliche Teil des Bezirks, innerhalb des Vierecks zwischen Rue d’Alésia (ehemals Chemin de Justice, Chemin des Bœufs, dann Rue du Transit), Rue des Plantes, Boulevard Brune und der Eisenbahnlinie blieb ein unbebauter Raum, der erst ab den 1880er Jahren bis etwa 1930 besiedelt wurde. Die Mehrzahl der Straßen in diesem Teil trägt den Namen ehemaliger Eigentümer.

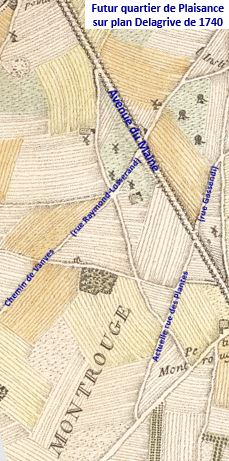
Plaisance auf dem Plan Delagrive von 1740
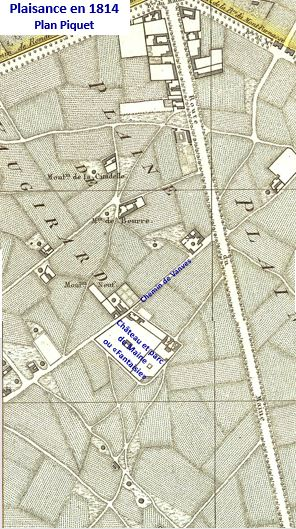
Plaisance 1814: geringe Weiterentwickelung seit 1740
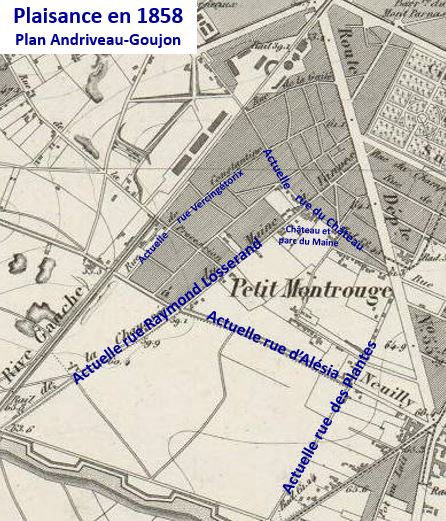
1858, Urbanisation im Norden der Rue d’Alésia, im Osten der Rue de Vanves und im Norden vom Château du Maine
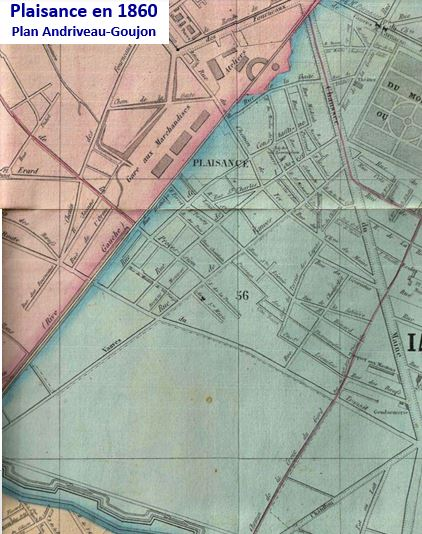
1860, Erweiterung im Süden vom Château du Maine bis zur Rue d’Alésia, im Süden ein unbebauter Raum

Die Verschlechterung der Wohnverhältnisse im nördlichen Teil des Bezirks führte 1941 dazu, dass ein Gebiet um die Rue Vercingétorix als ungesunder Block 17 eingestuft wurde.
Das Quartier blieb bis zu den soziologischen Veränderungen in Paris am Ende des 20. Jahrhunderts ein Schwerpunkt der Arbeiterbewegung, der Unterstützung der Pariser Kommune und der Résistance. Die besonderen Personen dieser Bewegungen waren Henri Rol-Tanguy, ein Arbeiter bei Breguet in der Rue Didot, Missak Manouchian und Jean Moulin, der in der Rue des Plantes Nr. 26 lebte, bevor er leitender Beamter wurde.
In den Jahren 1960 und 1970 sollte die sogenannte Radiale Vercingétorix (deutsch Umgehungsstraße Vercingétorix) gebaut werden, was 1974 aufgegeben wurde. Allerdings ist im Zuge der Planung ein Streifen entlang der Eisenbahnlinie enteignet worden, so dass die Aktion doch auch etwas Gutes hatte, denn das Viertel wurde saniert und es entstanden entlang der Rue Vercingétorix und der Bahnlinie ein Grüngürtel mit neuen Gebäuden und der Place de Catalogne.

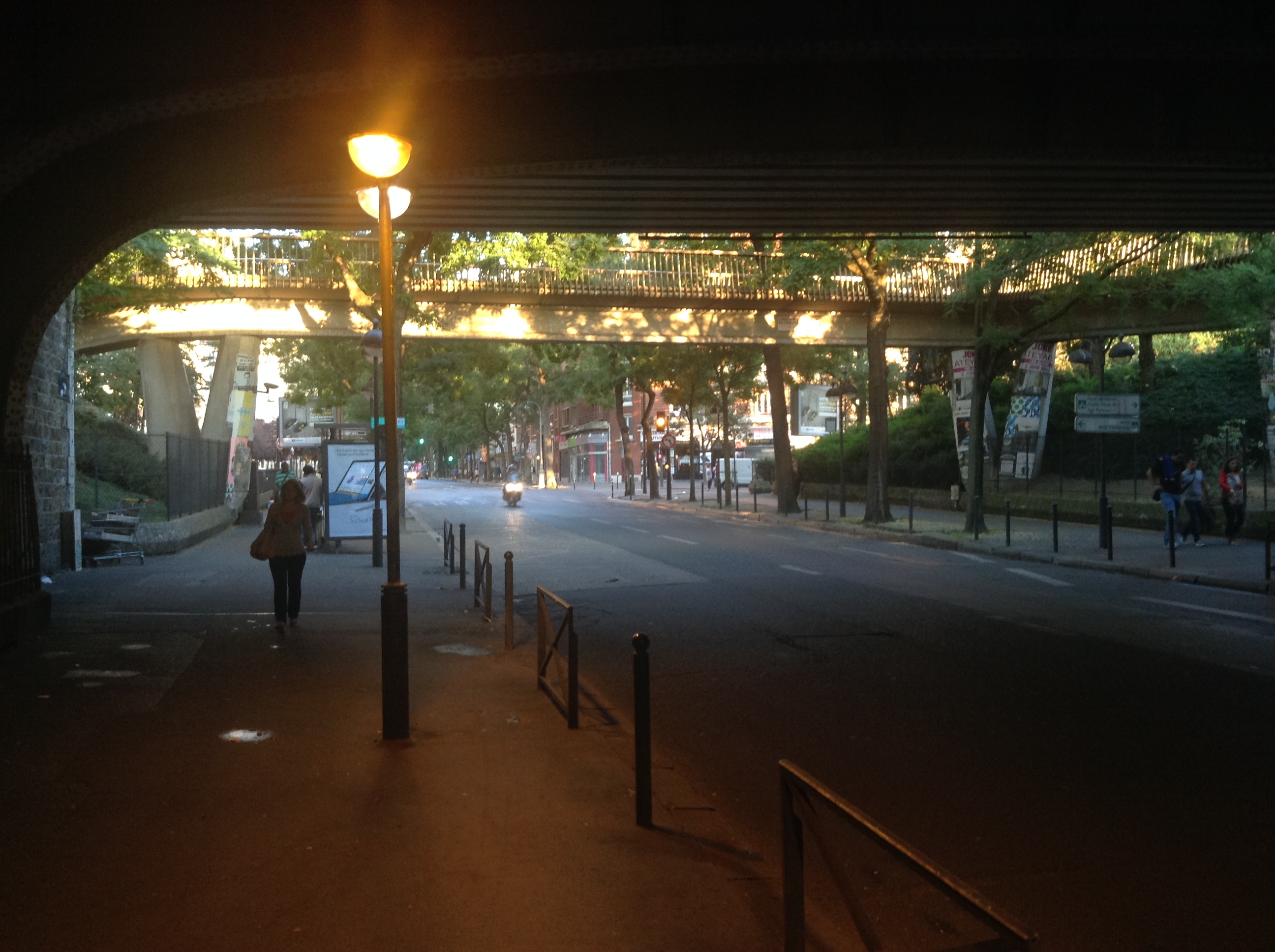
Rue d'Alésia unter der Eisenbahnbrücke nicht weit der Kreuzung mit der Rue Vercingétorix